# BMW M1
El BMW M1 es un automóvil deportivo de motor central-trasero y tracción trasera producido por fabricante de automóviles alemán BMW entre 1978 y 1981.

## Historia

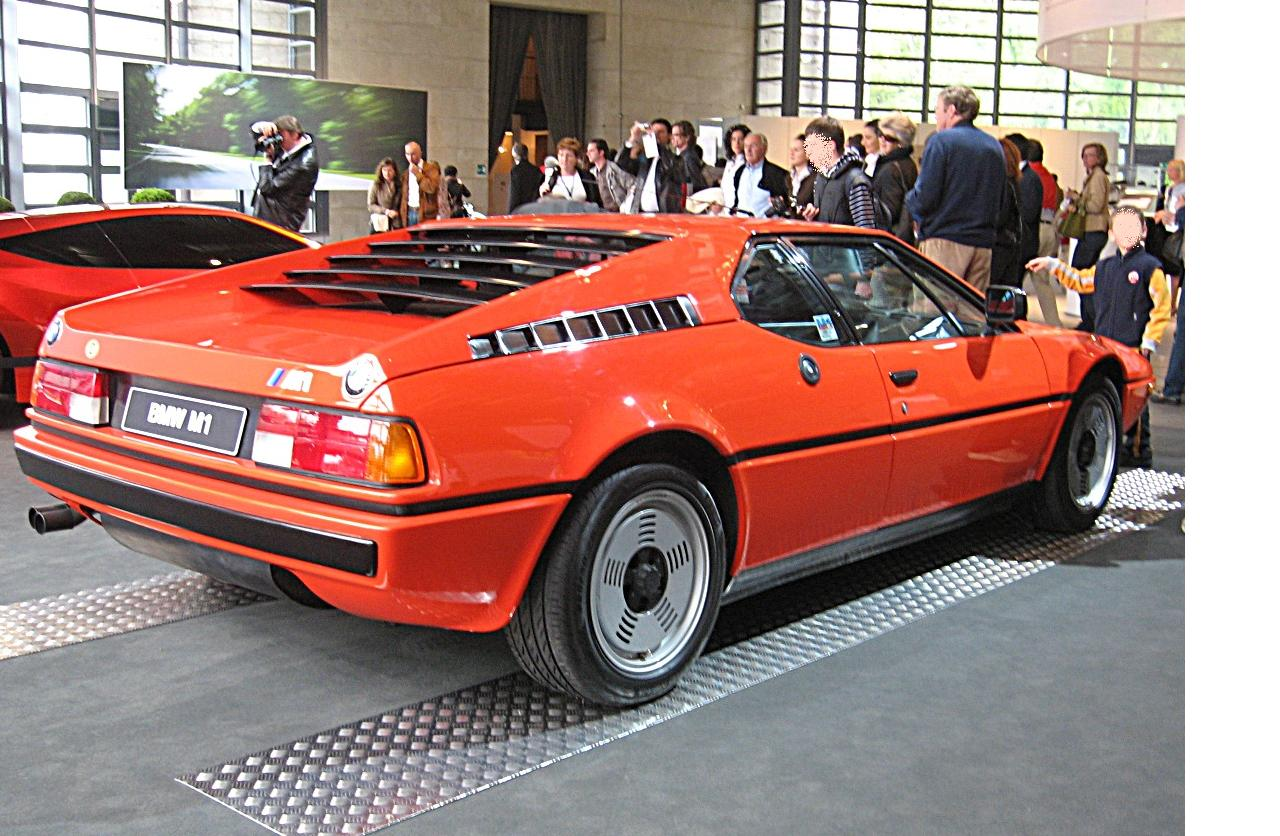
Vista posterior del M1.

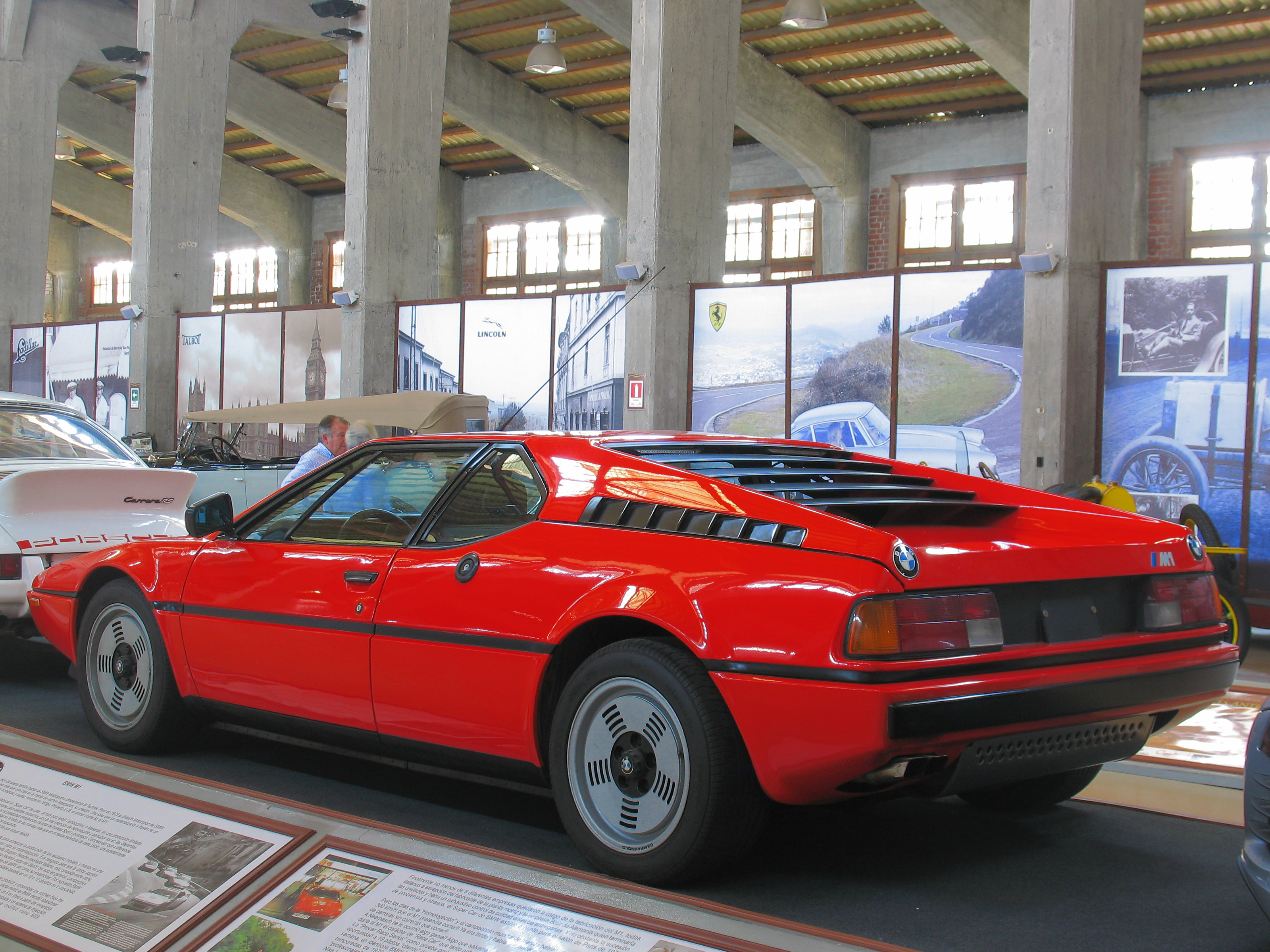
Vista 3/4 trasera.

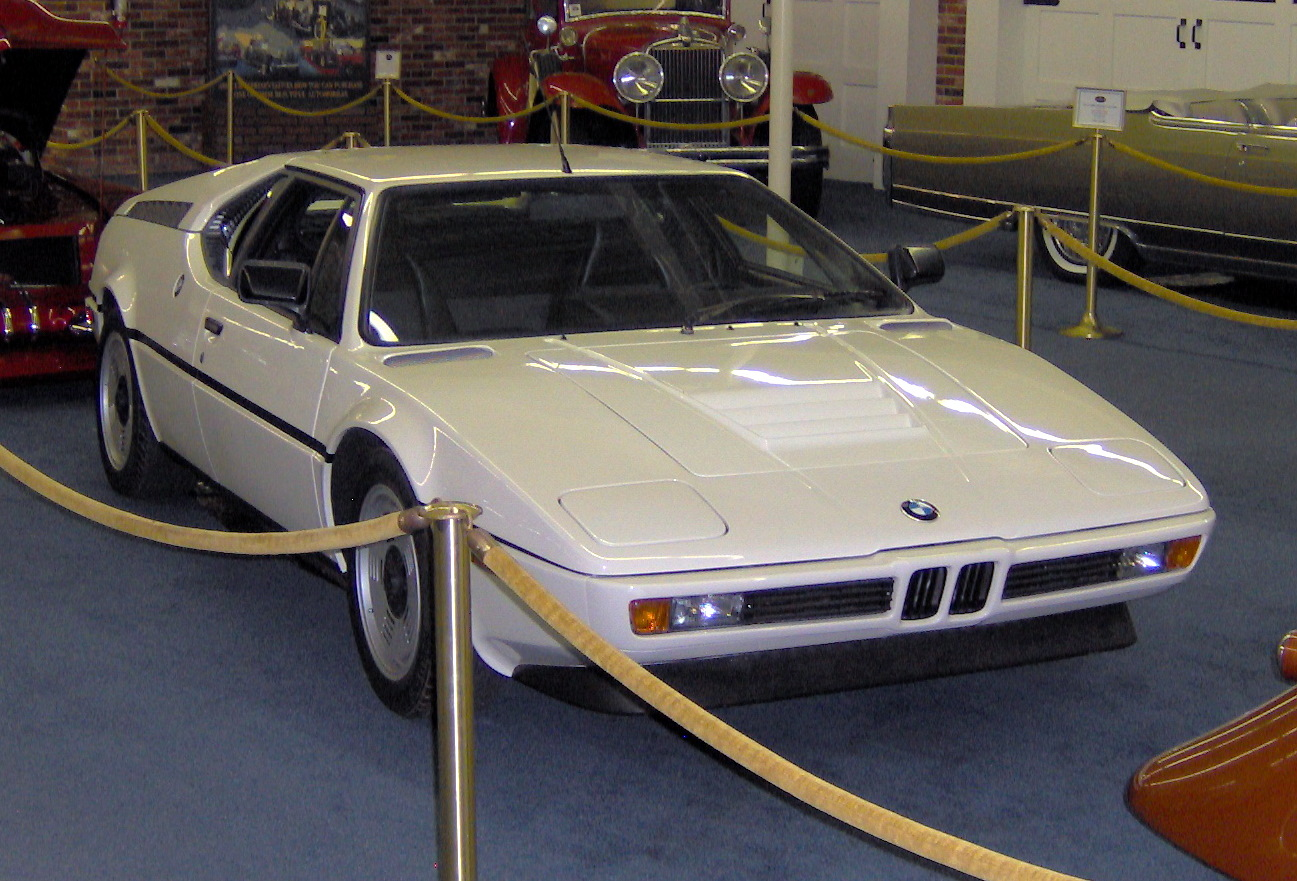
Modelo de 1981.

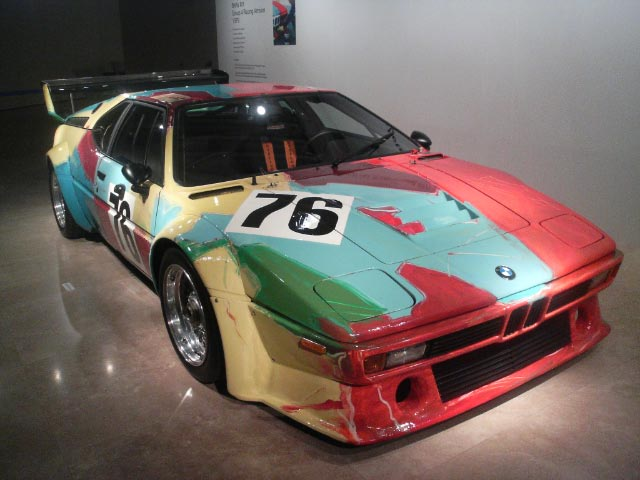
Un M1 de carreras decorado como Art car por Andy Warhol.

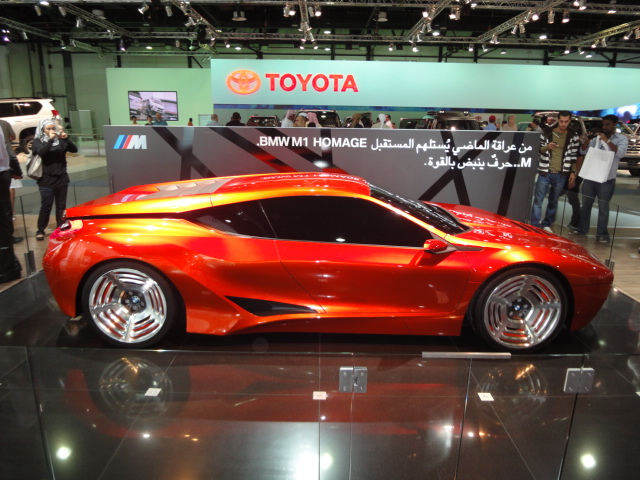
BMW M1 Homage en el Salón del Automóvil de Dubái de 2009.

A finales de la década de 1970, Lamborghini firmó un acuerdo con BMW para construir un auto de carreras en cantidad suficiente como para la homologación. El resultado fue vendido al público, desde 1978 a 1981, como el BMW M1, siendo el primer BMW de producción en disponer de motor central-trasero.
El M1 fue construido a mano entre 1978 y 1981 por la división Motorsport de BMW como una homologación especial para las carreras. La carrocería fue diseñada por Giorgetto Giugiaro, inspirándose en el prototipo BMW Turbo de 1972.
Originalmente, BMW dejó a Lamborghini encargado de elaborar los detalles del chasis del auto, montaje de prototipos y fabricación de los vehículos, pero la crítica posición financiera de Lamborghini, significó que BMW retomara el control sobre el proyecto en abril de 1978, después de que siete prototipos fueran construidos.
A pesar de que el auto no llegó a conseguir un gran palmarés deportivo, el M1 es recordado como un refinado y civilizado superdeportivo en la verdadera tradición de BMW.
En 2004, Sports Car International lo nombró el auto número diez en la lista de "Mejores automóviles deportivos de la década de 1970".
El M1 es uno de los raros ejemplos de automóvil cuya versión de competición fue la base para la versión de calle, puesto que la normativa vigente en aquella época, establecía la necesidad de producir un mínimo de 400 unidades aptas para circular por calle de cualquiera de los vehículos del Grupo 4 (Gran Turismo). Esa fue la razón que llevó a BMW a crear, en 1975, un auténtico cupé deportivo.
Con la mira puesta en los fieles clientes de marcas como Lotus, Ferrari o Aston Martin, el objetivo era vender un número de 800 unidades (superior a las 400 unidades exigidas), en un plazo de 24 meses, de forma a cumplir con los requisitos de homologación. Dicho listón se estableció para la fecha de 1978.
Durante el Salón del Automóvil de Ginebra de 1977, los rumores que durante mucho tiempo rompieron el silencio de la actualidad internacional, finalmente acallaron: BMW trabajaba con los cinco sentidos en el proyecto, que internamente se denominó “E26”, pero corrían en su contra factores tan importantes como el tiempo. La cantidad de 400 unidades al año (800 en 24 meses) era demasiado pequeña para lo que estaba acostumbrada la firma bávara, ya que cuanto menor es el número de unidades, mayor es el coste de producción, por lo que fue necesario recurrir a la ayuda de “socios” extranjeros, los cuales BMW rápidamente encontró en Italia.
Con la confianza asentada en anteriores cooperaciones a principios de los años 70, Lamborghini y Michelotti fueron elegidos para participar en el proyecto, corriendo el diseño de este exótico bávaro a cargo de Giogetto Giugiaro, el cual trabajaba para ItalDesign.
Lamborghini (junto con BMW Motorsport GmbH) se ocuparía del montaje y mientras el motor sería competencia de BMW, bajo la supervisión de Martin Braungart y Paul Rosche. A mediados de 1977 en fábrica recibieron la notificación de aprobación.
Lanzada pues la carrera de este extravagante deportivo, surgieron ciertos problemas de índole económica en la factoría de Lamborghini, dando lugar a la ruptura de la alianza en detrimento del fabuloso entendimiento existente entre ambas marcas.
En el vértice de una “ocupación sindical” por parte de los trabajadores, la factoría Lamborghini empaqueto en camiones las últimas unidades que permanecían en las instalaciones y las envió de inmediato a Alemania.
BMW finalmente firmó con la empresa de Stuttgart “BAUR” para que llevase a cabo el montaje de las unidades a partir de ese momento, pero la entereza y la unión existente con Lamborghini no conseguía florecer con la firma Baur, hasta que a menos de 10 km (6 mi), un grupo de ingenieros de la exfábrica Lamborghini fundó un proyecto llamado “Italengineering”. Ofrecieron hacerse cargo del proyecto M1, oferta por otro lado irrechazable por parte de BMW.
Una vez restablecida la cadena de montaje, aumentó la participación de socios ajenos: Marchesi en Modena producía el chasis siguiendo las instrucciones de Lamborghini; el conjunto en fibra de vidrio fue encargado a T.I.R. cerca de Modena (proveedores habituales de Ferrari). Ambos elementos eran “casados” en ItalDesign. Finalmente se acoplaban los paneles de instrumentos, asientos, etc y el motor por parte de BMW Motorsport GMBH.
En febrero de 1979, el primer cliente recibía su ansiado pedido, pero por desgracia, el proceso de elaboración del M1 fue demasiado extenso en el tiempo, por lo que en su momento de salida, el reglamento del Grupo 4 cambió dejando fuera al M1.
Muchos clientes, decepcionados por las interminables esperas, decidieron cancelar sus pedidos. Esta situación se enderezo un poco al incluirse el M1 en las competiciones de las series Procar, pero la esperada cifra de 800 unidades se convirtió en una bella utopía. A principios de febrero de 1981 salía de la fábrica la unidad 453 y última del M1.
El célebre pintor norteamericano Andy Warhol, máximo representante del Arte pop, decidió pintar una unidad, dentro de la exclusiva colección “Art cars”.
En abril de 2008, se mostró un prototipo basado en el M1, el BMW M1 Homage, para conmemorar el 30.º aniversario del BMW M1. Se especula que el M1 podría volver en el año 2012 y su diseño sería parecido al del M1 Homage.

## Motor, rendimiento y desempeño

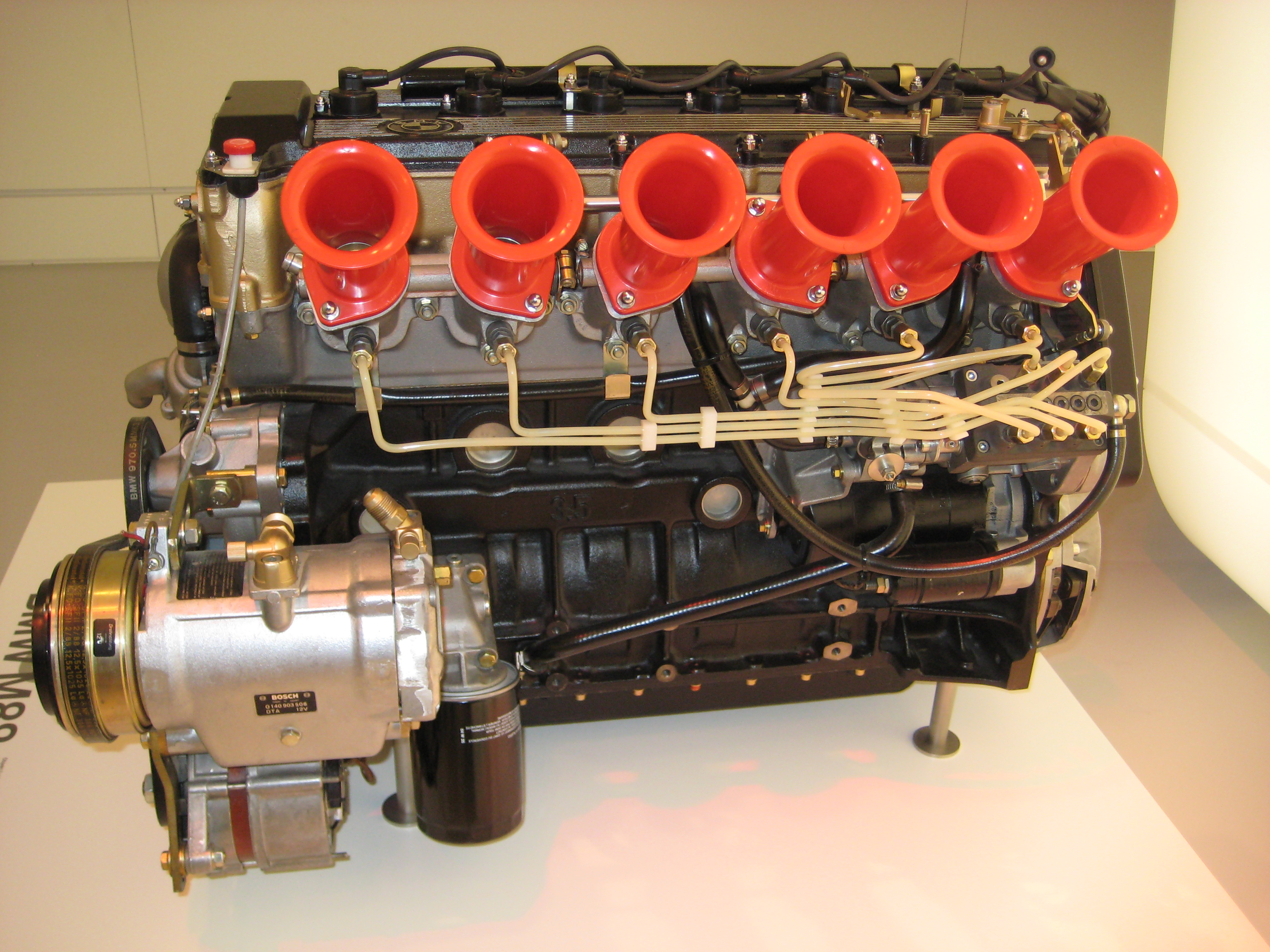
Motor M88 de un BMW M1.

Se barajó la posibilidad de montar un 8 cilindros e incluso un 12 cilindros, pero al final el presupuesto impuso su sentencia y se decidió adoptar el conocido 6 en línea (código M90), el cual tras recibir ciertas modificaciones pasó a llamarse internamente M88.
Se empleó un motor de seis cilindros en línea M88/1 naturalmente aspirado con doble árbol de levas a la cabeza y cuatro válvulas por cilindro que desplazaba 3453 cm³ (3,5 litros) de cilindrada, con un diámetro x carrera de 93,4 mm (3,68 plg) x 84 mm (3,31 plg), equipado con inyección gasolina Kugelfischer y una relación de compresión de 9.0:1.
Una versión del mismo sería más tarde utilizada en la versión sudafricana del BMW 745i, así como en los BMW M6/M635CSi y BMW M5 . Tenía seis mariposas de admisión, y una potencia de 277 CV (273 HP; 204 kW) a las 6500 rpm y un par máximo de 330 N·m (243 lb·pie) a las 5.000 rpm en la versión de calle, alcanzando una velocidad máxima de 260 km/h (162 mph) y una aceleración de 0 a 100 km/h (62 mph) en 5,6 segundos.

## BMW M1 Procar Championship

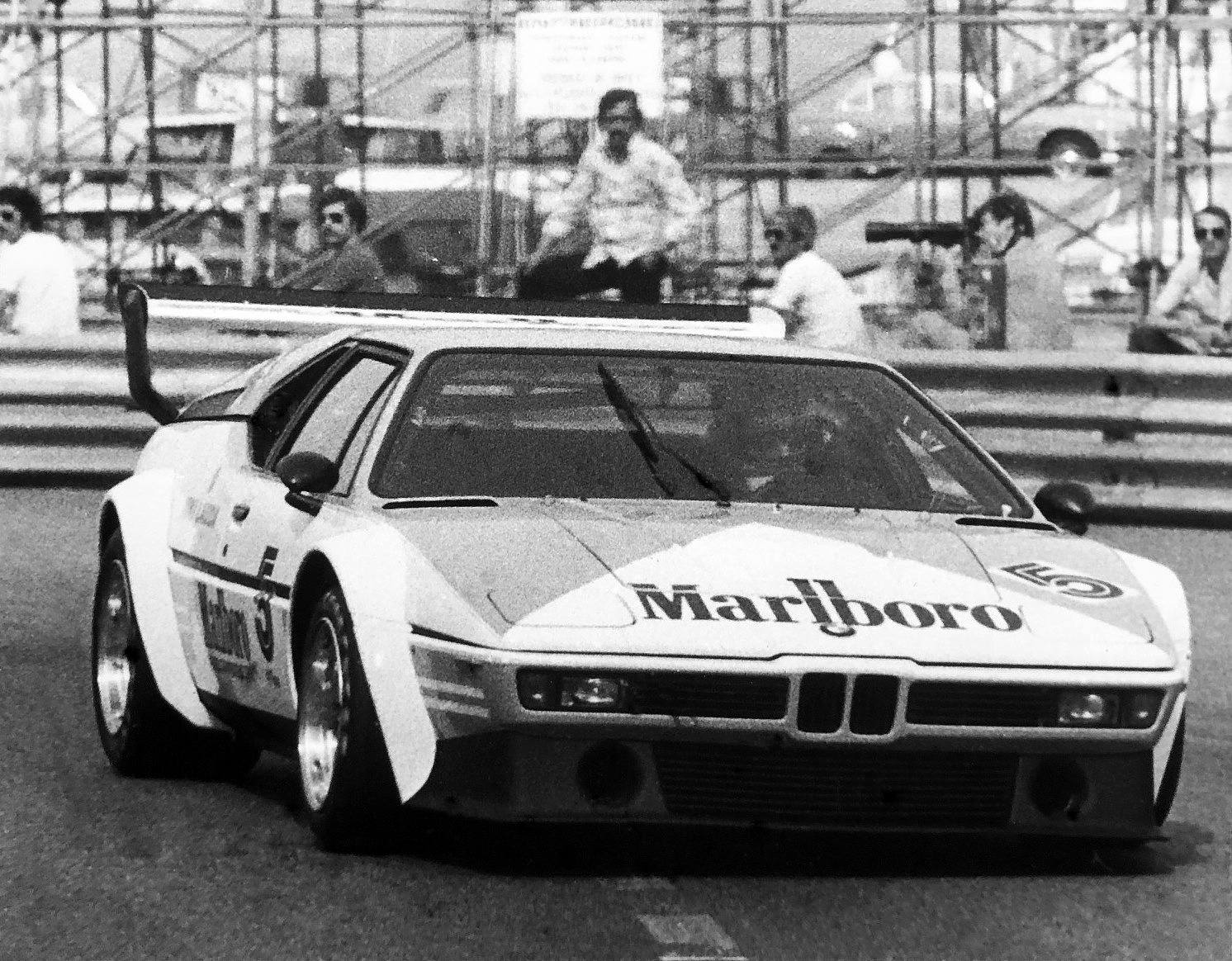
Niki Lauda sobre un M1 Procar en 1979.

La BMW M1 Procar Championship fue un campeonato monomarca que se disputó en 1979 y 1980 como categoría de soporte al Campeonato Mundial de Fórmula 1, utilizando los M1 modificados conocidos como "Procars".
La serie fue ganada por pilotos de la máxima categoría de ese entonces, como Niki Lauda (ganador de la temporada de 1979) y Nelson Piquet (ganador de la temporada de 1980).
Después de que BMW cumplió con los estándares del Grupo 4, los Procars fueron utilizados por varios equipos en el campeonato mundial de resistencia y en otras series europeas.